# Phare de Doëlan aval
 (mai 2021).
Si vous disposez d'ouvrages ou d'articles de référence ou si vous connaissez des sites web de qualité traitant du thème abordé ici, merci de compléter l'article en donnant les références utiles à sa vérifiabilité et en les liant à la section « Notes et références ».
Le phare de Doëlan aval, appelé aussi Tour Tan Cayenne (la tour à feu de Cayenne), dit aussi le Phare vert, est situé sur la rive gauche à l'entrée du port de Doëlan, un de ports de la commune de Clohars-Carnoët (département français du Finistère).
C'est un feu d'alignement. L'entrée du port se fait en alignant ce phare avec le phare rouge situé en amont sur la rive droite de la ria.

## Historique
Le projet de construction du phare de Doëlan amont et du phare aval date de 1845. Mais c'est seulement en 1861 que la construction en a été réalisée, par l'entrepreneur de Quimperlé Charles Dubreuil.

## Description

### Histoire et architecture
Les feux de l’alignement à 13.8° de Doëlan ont été construits en 1861. En raison de l’augmentation du nombre de maisons construites autour du port, ils ont été surélevés en 1934.
Le phare est construit en moellon de schiste sur un soubassement de granit de Pont-Aven. La toiture est couverte d'ardoise et de fer.

### Caractéristiques techniques
À ce jour, le feu aval a une hauteur de 15 m. Sa portée est de 13 milles pour le secteur blanc et de 10 milles pour le secteur vert.
La hauteur du foyer est de 13 m au-dessus du sol et 19,9 m au-dessus des hautes mers.
Le rythme du feu, sur douze secondes, est de 2+1.
La puissance principale est de 180 watts, la puissance de secours de 40 watts.
La portée lumineuse est de 30 km pendant 50 % de l'année et de 11 km pendant 90 % de l'année.